# Éunice (nombre)
Eunice es un nombre propio femenino de origen griego en su variante en español. Deriva del nombre griego Eu-niké (Aquella que alcanza la victoria).

## Etimología
Éunice personaje bíblico del Nuevo Testamento; madre de Timoteo e hija de Loida. Judía y casada, 
Éunice es un nombre propio femenino de origen griego en su variante en español. Deriva del nombre griego Eu-niké, (Aquella que alcanza la victoria).
Para otros usos de este término, véase Eunice.
Datos rápidos: Éunice, Origen, ...
Etimología
Éunice personaje bíblico del Nuevo Testamento; madre de Timoteo e hija de Loida. Judía y casada con un griego (Hechos 16:1; 2 Timoteo 1:5).
Equivalencias en otros idiomas
Más información: Variantes en otras lenguas, ...
Santoral
La celebración del santo de Éunice se corresponde con el día 23 de diciembre.
Personajes célebres
Eunice Odio (1919-1974) gran poeta costarricense que adoptó las ciudadanías guatemalteca y mexicana posteriormente.  Autora de libros como Zona en territorio del alba y otros poemas, Los elementos terrestres y su obra cumbre El Tránsito de Fuego.  En prosa: El rastro de la mariposa.
Eunice Kennedy Shriver (Brookline, Massachusetts, 10 de julio de 1921 - 11 de agosto de 2009), política estadounidense.
Eunice Barber 17 de noviembre de 1974 en Freetown, Sierra Leona), atleta que ha representado a Sierra Leona.
```
griego (Hechos 16:1; 2 Timoteo 1:5).
```